# 张素春
张素春，干细胞专家，复旦大学教授，主要从事神经干细胞生物学和脑移植等方面的研究。入选中华人民共和国教育部第七批"长江学者"特聘教授，曾就读于上海医科大学、萨斯卡其温大学。